# Айяш, Вильям
Вилья́м Айя́ш (фр. William Ayache; род. 10 января 1961, Алжир, Французский Алжир) — французский футболист, защитник, Олимпийский чемпион—1984, участник чемпионата мира—1986.

## Карьера

### Клубная
Вильям Айяш начал карьеру профессионального футболиста в клубе «Нант». Защитник выступал за клуб в Дивизионе 1 с 1979 года в течение семи лет и за это время дважды становился чемпионом Франции.
С 1986 по 1992 годы Айяш сменил несколько клубов Дивизиона 1, нигде не задерживаясь дольше, чем на 1 сезон. Сезон 1989/90 футболист начал в «Бордо», а закончил в «Монпелье», став таким образом вице-чемпионом и обладателем кубка страны.
В 1992 году Вильям Айяш перешёл в клуб Дивизиона 2 «Канн», отыграл в этой лиге 1 сезон и вернулся вместе с клубом в Дивизион 1. В «Канне» футболист и завершил карьеру по окончании сезона 1994/95.

### В сборной
Вильям Айяш дебютировал в сборной Франции 5 октября 1983 года в товарищеском матче с Испанией.
Айяш в составе олимпийской сборной Франции принимал участие в Олимпиаде—84. Полузащитник провёл в рамках турнира 6 матчей и стал олимпийским чемпионом.
В 1986 году защитник в составе национальной сборной поехал на чемпионат мира и, сыграв на турнире 4 матча, стал обладателем бронзовых медалей турнира. В последний раз за сборную Айяш выступал 2 февраля 1988 года в товарищеском матче со швейцарцами
. Всего защитник провёл за национальную команду 20 матчей.

### Тренерская
Сезон 1995/96 Вильям Айяш начал в «Канне» в качестве ассистента главного тренера команды Сафета Сушича. После ухода Сушича из клуба в сентябре 1995 года Айяш руководил командой на протяжении 3 матчей. За это время «Канн» одержал 1 победу и потерпел 2 поражения. В октябре 1995 года главным тренером клуба стал Ги Лякомб. Айяш доработал сезон помощником своего партнёра по олимпийской сборной—84, а затем перебрался в Испанию, где на протяжении четырёх лет входил в тренерский штаб Луиса Фернандеса в клубе «Атлетик Бильбао».

## Статистика
| Матчи Айяша за сборную Франции | Матчи Айяша за сборную Франции | Матчи Айяша за сборную Франции | Матчи Айяша за сборную Франции | Матчи Айяша за сборную Франции | Матчи Айяша за сборную Франции | Матчи Айяша за сборную Франции |
| ------------------------------ | ------------------------------ | ------------------------------ | ------------------------------ | ------------------------------ | ------------------------------ | ------------------------------ |
| №                              | Дата                           | Оппонент                       | Счёт                           | Голы Айяша                     | Соревнование                   |                                |
| 1                              | 5 октября 1983                 | Испания                        | 1:1                            | 0                              | Товарищеский матч              |                                |
| 2                              | 3 апреля 1985                  | Югославия                      | 0:0                            | 0                              | Отборочный матч ЧМ—1986        |                                |
| 3                              | 2 мая 1985                     | Болгария                       | 0:2                            | 0                              | Отборочный матч ЧМ—1986        |                                |
| 4                              | 21 августа 1985                | Уругвай                        | 2:0                            | 0                              | Товарищеский матч              |                                |
| 5                              | 11 сентября 1985               | ГДР                            | 0:2                            | 0                              | Отборочный матч ЧМ—1986        |                                |
| 6                              | 30 октября 1985                | Люксембург                     | 6:0                            | 0                              | Отборочный матч ЧМ—1986        |                                |
| 7                              | 16 ноября 1985                 | Югославия                      | 2:0                            | 0                              | Отборочный матч ЧМ—1986        |                                |
| 8                              | 26 февраля 1986                | Северная Ирландия              | 0:0                            | 0                              | Товарищеский матч              |                                |
| 9                              | 26 марта 1986                  | Аргентина                      | 2:0                            | 0                              | Товарищеский матч              |                                |
| 10                             | 5 июня 1986                    | СССР                           | 1:1                            | 0                              | ЧМ—1986                        |                                |
| 11                             | 9 июня 1986                    | Венгрия                        | 3:0                            | 0                              | ЧМ—1986                        |                                |
| 12                             | 17 июня 1986                   | Италия                         | 2:0                            | 0                              | ЧМ—1986                        |                                |
| 13                             | 25 июня 1986                   | ФРГ                            | 0:2                            | 0                              | ЧМ—1986                        |                                |
| 14                             | 10 сентября 1986               | Исландия                       | 0:0                            | 0                              | Отборочный матч ЧЕ—1988        |                                |
| 15                             | 11 октября 1986                | СССР                           | 0:2                            | 0                              | Отборочный матч ЧЕ—1988        |                                |
| 16                             | 19 ноября 1986                 | ГДР                            | 0:0                            | 0                              | Отборочный матч ЧЕ—1988        |                                |
| 17                             | 12 августа 1987                | ФРГ                            | 1:2                            | 0                              | Товарищеский матч              |                                |
| 18                             | 9 сентября 1987                | СССР                           | 1:1                            | 0                              | Отборочный матч ЧЕ—1988        |                                |
| 19                             | 27 января 1988                 | ФРГ                            | 1:2                            | 0                              | Товарищеский матч              |                                |
| 20                             | 2 февраля 1988                 | Швейцария                      | 2:1                            | 0                              | Товарищеский матч              |                                |

Итого: 20 матчей; 7 побед, 7 ничьих, 6 поражений.

## Достижения
Франция
- Бронзовый призёр чемпионата мира (1): 1986

 Франция (олимп.)
- Олимпийский чемпион (1): 1984

 Нант
- Чемпион Франции (2): 1979/80, 1982/83
- Вице-чемпион Франции (3): 1980/81, 1984/85, 1985/86
- Финалист кубка Франции (1): 1982/83

 Бордо
- Вице-чемпион Франции (1): 1989/90

 Монпелье
- Обладатель кубка Франции (1): 1989/90